# 中国民主建设协会
中国民主建设协会是中华民国的政党，1946年5月在南京成立。中国民主建设协会主张争取民权、革新政治、肃清贪污、改进民生，从建设中求和平统一。钟天心任负责人。